# Griffonia tessmannii
Griffonia tessmannii là một loài thực vật có hoa trong họ Đậu. Loài này được (De Wild.) Compere miêu tả khoa học đầu tiên.